# توشيو تاكاهاشي
توشيو تاكاهاشي (باليابانية: 高橋敏夫) هو لاعب كرة الماء ياباني، ولد في 9 أبريل 1949.

## وصلات خارجية
- توشيو تاكاهاشي على موقع أوليمبيديا (الإنجليزية)